# World Games 2017/Teilnehmer (Usbekistan)
| Gelbes Symbol für Goldmedaillen mit stilisierten Olympischen Ringen | Graues Symbol für Silbermedaillen mit stilisierten Olympischen Ringen | Braundes Symbol für Bronzemedaillen mit stilisierten Olympischen Ringen |
| ------------------------------------------------------------------- | --------------------------------------------------------------------- | ----------------------------------------------------------------------- |
| —                                                                   | —                                                                     | —                                                                       |

Usbekistan nahm in Breslau an den World Games 2017 teil. Usbekistan nominierte mit Anastasiya Serdyukova nur eine Sportlerin und stellte, neben 14 weiteren Nationen, damit eine der kleinsten Delegationen bei den Spielen.

## Teilnehmer nach Sportarten

### Rhythmische Sportgymnastik
| Athleten              | Wettbewerb | Qualifikation | Qualifikation | Finale        | Finale        | Rang          |
| Athleten              | Wettbewerb | Punkte        | Rang          | Punkte        | Rang          | Rang          |
| --------------------- | ---------- | ------------- | ------------- | ------------- | ------------- | ------------- |
| Frauen                |            |               |               |               |               |               |
| Anastasiya Serdyukova | Ball       | 13,900        | 18            | ausgeschieden | ausgeschieden | ausgeschieden |
| Anastasiya Serdyukova | Kegel      | 14,950        | 12            | ausgeschieden | ausgeschieden | ausgeschieden |
| Anastasiya Serdyukova | Reifen     | 15,250        | 12            | ausgeschieden | ausgeschieden | ausgeschieden |
| Anastasiya Serdyukova | Schleife   | 13,900        | 12            | ausgeschieden | ausgeschieden | ausgeschieden |